# Martin Göpfert
Martin Cornelius Göpfert (* 1968) ist ein deutscher Biologe und Zoologe.

## Leben
Göpfert studierte Biologie an der Universität Erlangen-Nürnberg, wo er 1998 mit einer Arbeit über Vergleichende Untersuchungen zur Schallwahrnehmung bei Sphingiden promoviert wurde. Von 1998 bis 2002 arbeitete er als Forschungsstipendiat des Deutschen Akademischen Austauschdienstes und der Deutschen Akademie der Naturforscher am Zoologischen Institut der Universität Zürich, wo er sich auch habilitierte.
Seit 2002 ist Göpfert als Royal Society Research Fellow an der School of Biological Sciences der Universität Bristol beschäftigt.
Seit 2003 leitet er eine von der VolkswagenStiftung mit 1,3 Millionen Euro geförderte Forschungsprojekt „Hörvorgänge bei Insekten“ am Zoologischen Institut der Universität zu Köln.
Im Jahr 2006 erlangte er seine Umhabilitation an der Universität Köln für das Fachgebiet Zoologie. Er war bis 2008 als Privatdozent an der Universität Köln tätig und ist seit 2008 Professor für zelluläre Neurobiologie an der Universität Göttingen. Göpfert forscht am Max-Planck-Institut für experimentelle Medizin.

## Wirken
Göpfert beschäftigt sich mit den mechanischen Prozessen und den zellulären und molekularen Mechanismen der Hörvorgänge bei Insekten.
2003 wurde er mit dem Walther Arndt-Forschungspreis ausgezeichnet. Göpfert wurde geehrt – so die Begründung der Jury der DZG – „aufgrund seiner neueren Forschungsarbeiten zu den biophysikalischen, molekularen und neurobiologischen Mechanismen der peripheren Schallverarbeitung in Insekten-Hörorganen. Durch Kombination von ungewöhnlichem experimentellem Geschick mit Ideenreichtum gelang es Martin Göpfert nachzuweisen, dass es in den winzigen und vergleichsweise aus nur wenigen Zellen bestehenden Hörorganen von Insekten aktive, mechanische Verstärkerprozesse gibt. Diese Entdeckung eröffnet eine neue Betrachtungsweise der Sensitivitätserzeugung, die in die Nanomechanik führt.“

## Ehrungen und Auszeichnungen
- 2003: Walter-Arndt-Preis der Deutschen Zoologischen Gesellschaft
- 2005:  Biologie-Preis der Akademie der Wissenschaften zu Göttingen[4]
- 2022: Ordentliches Mitglied der Niedersächsischen Akademie der Wissenschaften zu Göttingen

## Veröffentlichungen
- Martin C. Göpfert, Jörg T. Albert, B. Nadrowski und A. Kamikouchi: Specification of auditory sensitivity by Drosophila TRP channels in Nature neuroscience, 2. Juli 2006 (Advance Online Publication).
- Jörg T. Albert, Björn Nadrowski, Martin C. Göpfert: Mechanical Signatures of Transducer Gating in the Drosophila Ear, in Current Biology 17, 1–7, 5. Juni 2007.